# Praephostria
Praephostria és un gènere d'arnes de la família Crambidae descrit per Hans Georg Amsel el 1956.

## Taxonomia
- Praephostria flavalis Amsel, 1956
- Praephostria sylleptalis Amsel, 1956